# Furche
Eine Furche ist abstrakt gesehen eine linienhafte Vertiefung und einer Rinne ähnlich. Neben der primären Bedeutung für den Ackerbau ist die Furche in der Mythologie, im Grundstückswesen und im übertragenen Sinne auch in der Geomorphologie bedeutsam.

## Landwirtschaft

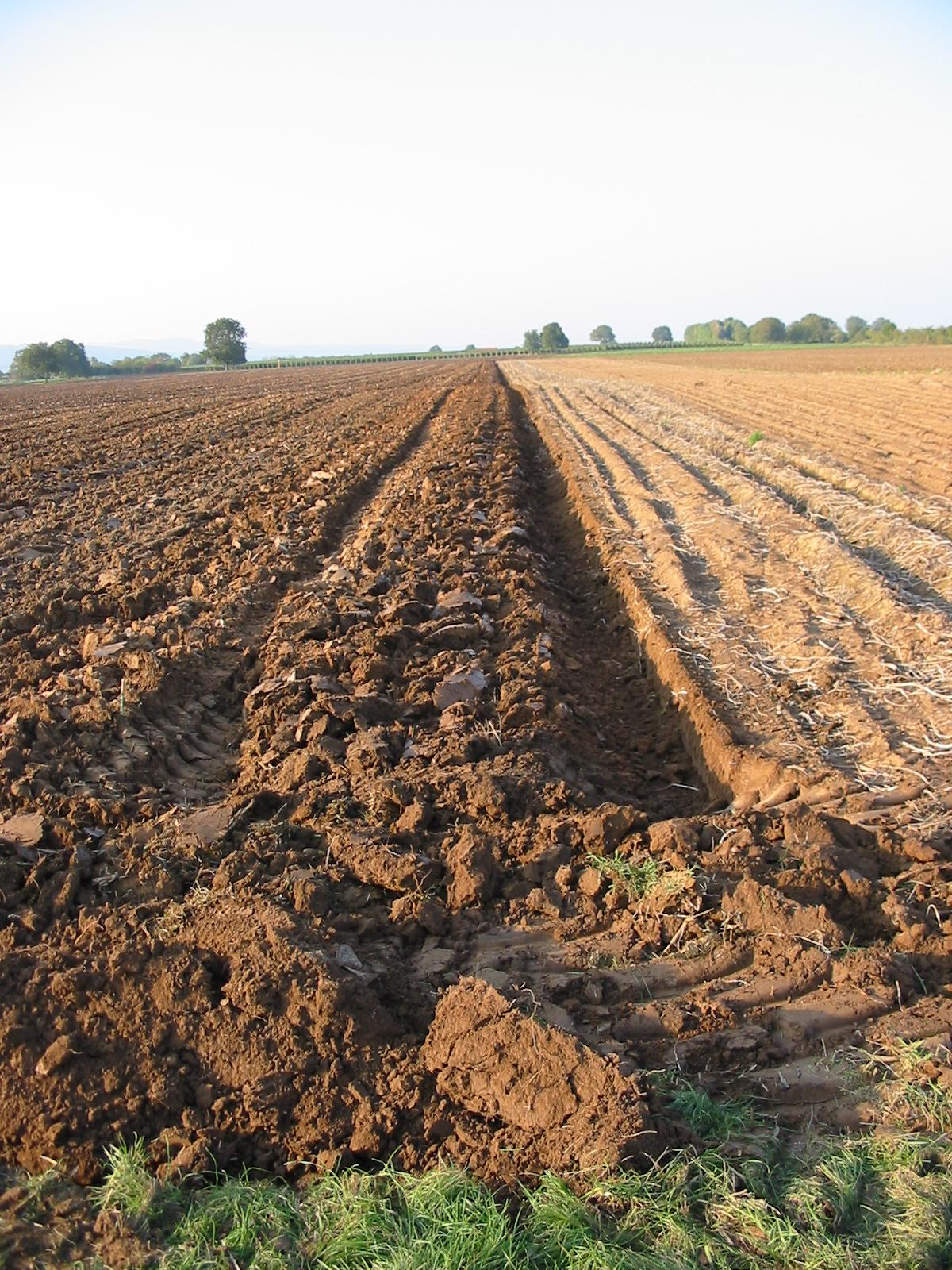
Furche zwischen gepflügtem und ungepflügtem Acker

Eine Furche ist die mit einem Pflug gezogene, linienförmige Vertiefung im Erdreich eines Feldes. Sie ist die Grenze zwischen dem ungepflügten und gepflügten Teil des Feldes und Fahrspur für den Traktor beim weiteren Pflügen. Die Abschlussfurche ist die Begrenzung zum Nachbarschlag oder zu einem Grundstücksnachbarn.
Furchen zum Einbringen von Saatgut, Setzlingen und Stecklingen werden meist von Spezialscharen der entsprechenden Sä- und Pflanzgeräte erzeugt; diese Furchen werden zum Abschluss des Arbeitsvorgangs mit Folgewerkzeugen wieder geschlossen.
Die Winterfurche dient dem Unterpflügen von Pflanzenresten und erfolgt oft grobschollig mit dem Ziel, die Winterfeuchtigkeit für die nachfolgende Sommerfrucht im Boden zu speichern. Um einer Bodenerosion entgegenzuwirken, werden gelegentlich in hängigem Ackergelände Furchen quer zum Hang als Regenrückhalterinne angelegt. Kahlfrost im Winter ist nach der Winterfurche erwünscht, um die für den Pflanzenbau günstige Bodengare zu erreichen.

## Furche als Begrenzung
Im europäischen Brauchtum wird die Furche als Kennzeichen einer Begrenzung (Landesgrenze, Grundstücksgrenze) benutzt. So soll bereits im römischen Gründungsmythos Romulus eine Furche (Pomerium) um die zukünftige Stadt Rom oder ihren heiligen Bezirk auf dem Palatin gepflügt haben. Dort wurde 1985 ein tatsächlich aus dem 8. vorchristlichen Jahrhundert stammender Graben gefunden.
In nordischen Erzählungen soll die Göttin Freya eine Furche um die Insel Seeland gepflügt haben und hat sie so von Schweden getrennt.

## Furche als Fruchtbarkeitsmythos
Wegen der weltweiten Verbreitung von Erdgöttinen in ackerbaubetreibenden Kulturen steht die Furche mythologisch auf allen Kontinenten als Symbol für Fruchtbarkeit bzw. direkt für die Vagina:
- In der indischen Mythologie ist Sita die Gattin Ramas, die in einer Ackerfurche geboren wurde.
- In einem etruskischen Heldenmythos wurde der Held Tages „aus einer Furche geboren“.
- In der ägyptischen Mythologie ist oft von der Furche der Maat – einer Erdgöttin – die Sprache.
- Auch in der römischen Religion kommt eine Zeremonie vor, bei der Jupiter in der Furche der Juno nach Feuerstein sucht.

## Furche in der Geographie
In der Geomorphologie wird als Furche ein Talzug mit mehreren verlaufenden Flusstälern bezeichnet. Beispielhaft genannt sind die Mur-Mürz-Furche (Österreich) oder die Neretva-Bosna-Furche (Bosnien und Herzegowina).